# Tahnee Seagrave
Tahnee Seagrave (Crawley, 15 de junio de 1995) es una deportista británica que compite en ciclismo de montaña en la disciplina de descenso. Ganó cuatro medallas en el Campeonato Mundial de Ciclismo de Montaña entre los años 2014 y 2024.

## Medallero internacional
| Campeonato Mundial | Campeonato Mundial            | Campeonato Mundial | Campeonato Mundial |
| Año                | Lugar                         | Medalla            | Competición        |
| ------------------ | ----------------------------- | ------------------ | ------------------ |
| 2014               | Hafjell/Lillehammer (Noruega) | Medalla de bronce  | Descenso           |
| 2018               | Lenzerheide (Suiza)           | Medalla de plata   | Descenso           |
| 2019               | Mont-Sainte-Anne (Canadá)     | Medalla de plata   | Descenso           |
| 2024               | Pal Arinsal (Andorra)         | Medalla de bronce  | Descenso           |